# Ден Олесевич
Ден Олесевич (англ. Dan Olesevich, 16 вересня 1937, Порт-Колборн — 15 липня 1983, Тилбурі) — канадський хокеїст, що грав на позиції воротаря.

## Ігрова кар'єра
Професійну хокейну кар'єру розпочав 1953 року.
Усю професійну клубну ігрову кар'єру, що тривала 10 років, провів, захищаючи кольори команди ЗХЛ та ОХА, один матч провів у складі «Нью-Йорк Рейнджерс».

## Статистика НХЛ
| 1961–62 | «Нью-Йорк Рейнджерс» | НХЛ | 1 | 0 | 0 | 1 | 29 | 2 | 0 | 4.14 |